# Himertula kinneari
Himertula kinneari is een rechtvleugelig insect uit de familie van de sabelsprinkhanen (Tettigoniidae). De wetenschappelijke naam van deze soort werd voor het eerst geldig gepubliceerd in 1923 door Boris Petrovich Uvarov.